# Ioan de Brienne
Ioan de Brienne (n. cca. 1235 – d. cca. 1260) a fost conte de Brienne începând din 1246.
Ioan era fiul cel mare al contelui Valter al IV-lea de Brienne cu Maria de Lusignan, o principesă din regatul cruciat al Ciprului.
El a moștenit comitatul de Brienne după moartea tatălui său din 1246, însă a preferat să trăiască pe lângă rudele mamei sale de la curtea Ciprului, jucând un rol minor în politica internațională. În 1255, Ioan s-a căsătorit cu Maria, seniorină de Thieusies (în Hainaut), fiica lui Sohier al II-lea d'Enghien. Cei doi nu au avut copii, astfel încât după moartea sa a fost succedat de către fratele său mai mic, Ugo.